# Hot Hot Heat
Hot Hot Heat és un grup de rock alternatiu format el 1999 a Victoria, Colúmbia Britànica, Canadà.

## Discografia

### Àlbums[2][3][4]
- Scenes One Through Thirteen (2002)
- Make Up the Breakdown (2002)
- Elevator (2005)
- Happiness Ltd. (2007)
- Future Breeds (2010)

### Senzills
| Any  | Títol                       | Posicions als Rànquings | Posicions als Rànquings | Posicions als Rànquings | Àlbum                 |
| Any  | Títol                       | US Mod                  | US Pop                  | UK                      | Àlbum                 |
| ---- | --------------------------- | ----------------------- | ----------------------- | ----------------------- | --------------------- |
| 2003 | "Bandages"                  | 19                      | —                       | 25                      | Make Up the Breakdown |
| 2003 | "No, Not Now"               | —                       | —                       | 38                      | Make Up the Breakdown |
| 2003 | "Talk to Me, Dance with Me" | 33                      | —                       | 78                      | Make Up the Breakdown |
| 2005 | "Island of the Honest Man"  | —                       | —                       | —                       | Elevator              |
| 2005 | "Goodnight Goodnight"       | 27                      | 73                      | 36                      | Elevator              |
| 2005 | "Middle of Nowhere"         | 23                      | —                       | 47                      | Elevator              |
| 2005 | "Christmas Day in the Sun"  | —                       | —                       | —                       | Non-album single      |
| 2007 | "Give Up?"                  | —                       | —                       | —                       | Happiness Ltd.        |
| 2007 | "Let Me In"                 | —                       | —                       | 138                     | Happiness Ltd.        |
| 2007 | "Harmonicas & Tambourines"  | —                       | —                       | —                       | Happiness Ltd.        |
| 2010 | "21@12"                     | —                       | —                       | —                       | Future Breeds         |
| 2010 | "Goddess on the Prairie"    | —                       | —                       | —                       | Future Breeds         |

### EPs
- Hot Hot Heat quatre cançons 7" (1999)
- Hot Hot Heat tres cançons 7" (2001)
- Knock Knock Knock (2002)